# لوییس فانسی
لوییس آلفونسو رودریگز لوپز-سپرو (به اسپانیایی: Luis Alfonso Rodríguez López-Cepero‎؛ زادهٔ ۱۵ آوریل ۱۹۷۸) که با نام هنری‌اش لوییس فانسی شناخته می‌شود، خواننده، موسیقی‌دان و ترانه‌سرای اهل پورتوریکو است. وی از سال ۱۹۹۸ میلادی تاکنون مشغول فعالیت بوده‌است.
او در تاریخ ۱۲ ژانویه ۲۰۱۷ همراه با ددی یانکی ترانهٔ معروف دسپاسیتو را اجرا کرد.